# In-A-Gadda-Da-Vida (álbum)
In-A-Gadda-Da-Vida es el segundo álbum de la banda de rock Iron Butterfly, lanzado en 1968. 
A excepción de "Termination", todas las canciones fueron escritas por Doug Ingle. Este fue el primer álbum en obtener un premio RIAA de platino.
El disco también está disponible en una edición de lujo en CD.

## Lista de canciones
- Todas las canciones fueron compuestas por Doug Ingle, excepto donde se indica.

1. "Most Anything You Want" - 3:44
2. "Flowers And Beads" - 3:09
3. "My Mirage" - 4:55
4. "Termination" (Erik Brann - Lee Dorman) - 2:53
5. "Are You Happy?" - 4:31
6. "In-A-Gadda-Da-Vida" – 17:02

## Sencillos

### Lanzamientos para Estados Unidos
- "In-A-Gadda-Da-Vida"/"Iron Butterfly Theme" (ambos en versiones editadas)

### Lanzamientos internacionales
- "In-A-Gadda-Da-Vida" & "Flowers and Beads"/"My Mirage" (lanzamiento en EP)
- "Termination/"Most Anything You Want"

## Miembros
- Doug Ingle: Órgano, teclado, piano, voces.
- Erik Brann: Guitarra, violín, voces.
- Lee Dorman: Bajo.
- Ron Bushy: Batería, percusión.

## In-A-Gadda-Da-Vida Edición de Lujo
Una "Edición de lujo" de In-A-Gadda-Da-Vida fue lanzada en 1995. Incluía material inédito con grabaciones extras y un libro en formato pequeño de 36 páginas que contiene muchas fotografías inéditas de la banda. Este relanzamiento incluye tres versiones de "In-A-Gadda-Da-Vida": la versión en estudio de 17 minutos y dos temas extra: una versión en vivo de casi 19 minutos, y la versión en sencillo de 3 minutos. La edición de lujo también incluye una nueva carátula del álbum, similar al original, pero con una mariposa batiendo sus alas y los miembros de la banda.

## Lista de canciones
1. "Most Anything You Want" - 3:44
2. "Flowers And Beads" - 3:09
3. "My Mirage" - 4:54
4. "Termination" - 2:52
5. "Are You Happy" - 4:30
6. "In-A-Gadda-Da-Vida" - 17:07
7. "In-A-Gadda-Da-Vida" (En Vivo) - 18:52 (Bonus Track)
8. "In-A-Gadda-Da-Vida" (Versión del Single) - 2:54 (Bonus Track)

- Datos: Q1077727